# István-János Antal
Antal István-János (n. 31 august 1958, Satu Mare, România) - inginer zootehnist - este un deputat român, ales în 2016 pe listele UDMR  în circumscripția electorală Constanța. István-János Antal este membru în Comisia pentru politică economică, reformă și privatizare precum și în Comisia pentru cercetarea abuzurilor, corupției și pentru petiții, este membru in Delegația Parlamentului României la Adunarea Parlamentară a Cooperării Economice a Mării Negre. 
În cadrul activității sale parlamentare, István-János Antal este  președintele  grupului parlamentar de prietenie cu Republica Turkmenistan  și membru în grupurile parlamentare de prietenie cu , Arabia Saudită și Republica Arabă Siriană.